# Đội tuyển bóng đá U-20 nữ quốc gia Cộng hòa Dân chủ Nhân dân Triều Tiên
Đội tuyển bóng đá U-20 nữ quốc gia Cộng hòa Dân chủ Nhân dân Triều Tiên do DKFA quản lý đại diện Bắc Triều Tiên tại các giải bóng đá nữ cho độ tuổi dưới 19 hoặc 20. Đội bóng nữ trẻ này của Triều Tiên đã 3 lần vô địch giải thế giới, trong đó lần lên ngôi đầu tiên năm 2006 đánh dấu họ là đội châu Á đầu tiên vô địch một giải bóng đá nữ của FIFA.

## Lịch sử cạnh tranh

### Giải vô địch U-20 thế giới
- 2002: Không vượt qua vòng loại
- 2004: Không vượt qua vòng loại
- 2006: Vô địch
- 2008: Á quân
- 2010: Tứ kết
- 2012: Tứ kết
- 2014: Hạng tư
- 2016: Vô địch
- 2018: Tứ kết

Kỳ 2006, Triều Tiên lần đầu lên ngôi vô địch sau khi đè bẹp Trung Quốc 5 bàn không gỡ, "trả nợ" thành công trận chung kết thua chính đối thủ ấy ở tại giải U-19 châu Á cùng năm.
Kỳ 2012, Triều Tiên nã 9 bàn không gỡ vào lưới Argentina trong đó Kim Un-hwa góp công tới 5 lần và tính tới năm 2012 đó là trận thắng có cách biệt lớn nhất lịch sử giải đấu khi phá kỷ lục thắng 9–1 của Đức trước Mexico 6 năm trước đó.

### Giải vô địch U-19 châu Á
- 2002: Hạng tư
- 2004: Hạng ba
- 2006: Á quân
- 2007: Vô địch
- 2009: Hạng ba
- 2011: Á quân
- 2013: Á quân
- 2015: Á quân
- 2017: Á quân
- 2019: Á quân
- 2024: Vô địch

Triều Tiên lên ngôi vô địch giải đấu vào năm 2007 sau khi hạ Nhật Bản 1–0, là kỳ phùng địch thủ quen mặt mà Triều Tiên để vuột suất đăng quang trước trong 3 lần đối đầu khác. Sau 17 năm, Triều Tiên đã lần thứ 2 lên ngôi vô địch vào giải đấu năm 2024 (tổ chức tại Uzbekistan) sau khi hạ kỳ phùng địch thủ Nhật Bản 2-1